# Кастелло-д'Арджиле
Кастелло-д'Арджиле (італ. Castello d'Argile) — муніципалітет в Італії, у регіоні Емілія-Романья,  метрополійне місто Болонья.
Кастелло-д'Арджиле розташоване на відстані близько 330 км на північ від Рима, 22 км на північ від Болоньї.
Населення — 6549 осіб (2014).
Щорічний фестиваль відбувається 29 червня. 

## Демографія
Населення за роками:

Станом на 1 січня 2023 року в муніципалітеті офіційно проживало 658 іноземців з 51 країни, серед них 227 громадян країн Євросоюзу та 25 громадян України.

## Уродженці
- Джуліано Сарті (*1933 — †2017) — італійський футболіст, воротар, воротар, згодом — футбольний тренер.

## Сусідні муніципалітети
- Арджелато
- Ченто
- П'єве-ді-Ченто
- Сала-Болоньєзе
- Сан-Джорджо-ді-П'яно
- Сан-Джованні-ін-Персічето
- Сан-П'єтро-ін-Казале